# Mauricio Molina Delgado
Mauricio Molina Delgado (San José, 13 de diciembre de 1967) es un poeta y docente latinoamericano.

## Biografía
Nació en San José, Costa Rica, en 1967. Es licenciado en Estadística y Máster en Ciencias Congnoscitivas por la Universidad de Costa Rica. Es doctor en filosofía por la Universidad de Costa Rica y doctor en Psicología por la Universidad Aristóteles de Salónica, Grecia.
Ha formado parte de distintos talleres literarios y proyectos culturales como el Taller de Poesía Activa Eunice Odio, la revista Kassandra, y el colectivo artístico Octubre-Alfil 4. En 2001 representó a Costa Rica en el encuentro de Oaxaca Poetas del Mundo Latino de ese año. Ha publicado varios poemarios y colaboró en la edición del libro Cuentos de terror: antología de la editorial Alfaguara, a cargo de la selección de los textos y la redacción del prólogo.
Fue profesor e investigador en la Escuela de Filosofía y el Centro de Investigación en Neurociencias de la Universidad de Costa Rica hasta su jubilación en el año 2023.

## Reconocimientos
- II Premio Internacional de Poesía Sor Juana Inés de la Cruz, 1998, por el libro Abominable libro de la nieve.
- Mención honorífica del V Concurso de Poesía Neruda, 2000 , por el libro Maremonstrum.
- Premio Editorial Costa Rica, 2003.[3]
- Premio Nacional de Poesía Aquileo J. Echverría, 2016.

## Obras
- Abominable libro de la nieve. 1999, México: CONACULTA y 1999, San José: Perro Azul.
- Maremonstrum. 2000, San José: Perro azul
- Abrir las puertas del mar. 2004, San José: ECR.
- Las cenizas de Orfeo. 2004, San José: Perro azul.
- Para qué creo en fantasmas y otros poemas. 2009. San José: Casa de poesía.
- Cuadernos de Salónica. 2013, Ediciones Espiral.
- La mujer que amaba los pulpos. Poesía reunida. 2015. Editorial Germinal.
- Treinta y seis daguerrotipos de Diotima desnuda. 2016. Sevilla: Ed Siltolá.
- Sarcófago. 2021. Ediciones Perro azul.

## Enlaces
- Palavreiros
- Artículo (enlace roto disponible en Internet Archive; véase el historial, la primera versión y la última).